# Valtournenche
Valtournenche  (Vótornèntse en patois valdôtain) est une commune italienne alpine de la région Vallée d'Aoste, située dans la vallée du même nom.

## Citations
« Pour un Valtournain son village à Valtournenche sera toujours le centre du monde. ».

— Abbé Gorret

## Origine du nom
Le toponyme de la commune de Valtournenche tire son nom de la vallée dont elle fait partie.
En particulier, Valtournenche dériverait du latin Valle Tornina, forme écrite que l'on retrouve dans la bulle du pape Alexandre III dans laquelle il prend sous sa protection le diocèse d'Aoste et donc les communautés de Valtournenche. Le nom Valle Tornina, comme le toponyme Torgnon, dériverait du terme Tor, que l'on peut rattacher à la classe de mots désignant une montagne, faisant probablement référence au mont Cervin, qui domine tout le Valtournenche. Le toponyme attesté jusqu'au XXe siècle est Valtoranche.
Vótornèntse est le toponyme en patois valdôtain, tandis que la forme italianisée Valtornenza a été utilisée pendant le fascisme. L'orthographe homophone Valtournanche a été utilisée de 1946 à 1976.

## Géographie

### Territoire
Valtournenche occupe la partie supérieure de la vallée du même nom et est bordée au sud par les communes d'Antey-Saint-André et de Chamois, à l'ouest par Bionaz, au nord par Zermatt (Suisse) et à l'est par Ayas.
Le chef-lieu, Pâquier, est situé dans une cuvette dans le haut Valtournenche. L'agglomération s'étend sur une forte pente et présente un dénivelé important, qui s'accroît encore si l'on compte les hameaux détachés du village ; ils vont de 1 330 mètres d'altitude à Moulin, à 1 700 à Loz et autour de 1 860 aux Perrères. Le village de Breuil-Cervinia est situé au pied du Cervin (4 478 m) à une altitude comprise entre 2 005 et 2 200 mètres. L'altitude la plus élevée est atteinte avec le sommet du Cervin.

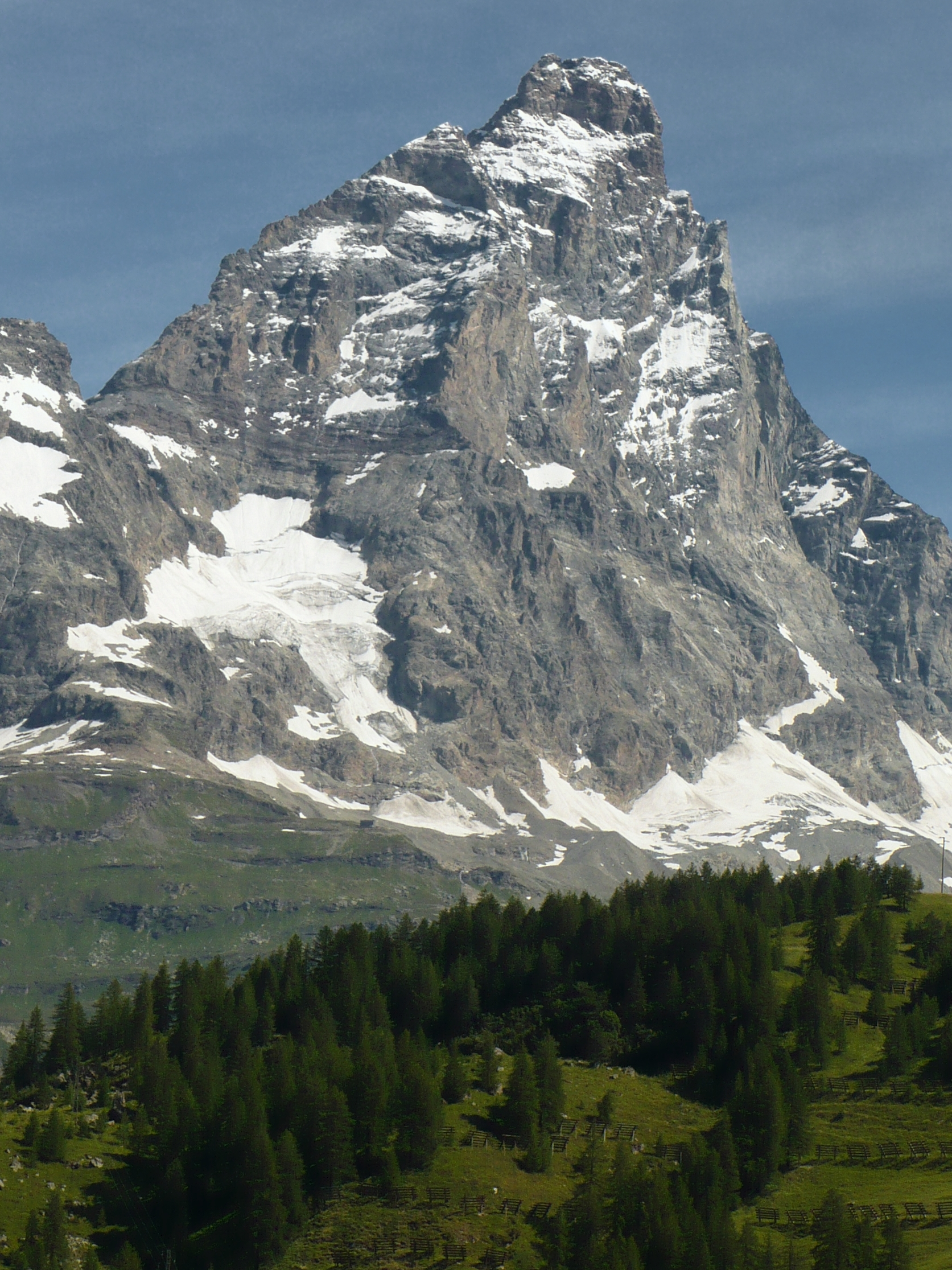
Le Cervin vu de Breuil-Cervinia.

Sur le territoire de la commune de Valtournenche coule le torrent Marmore, qui prend sa source dans les glaciers du Mont Rose et du Cervin. Il existe également plusieurs petits bassins d'eau naturels, dont les plus connus sont le lac Bleu et les lacs de Layet, et trois grands bassins d'eau artificiels : le lac de Maën, le lac de Tsignanaz et le lac Goillet.
Plusieurs sommets se distinguent sur le territoire communal, parmi lesquels les Grandes Murailles, le Bec du Pio Merlo, le Grand Tournalin, le Petit Tournalin, la Motte de Pleté, le Pic d'Aran, le Pic de Nana, le Pancherot, le Mont Seriola, le Château des Dames, la Tête Grise, la Tête du Lion, le Furggen et le Cervin.
La commune accueille la station météorologique du Plateau Rosa, située à 3 488 mètres d'altitude, ce qui la rend la plus élevée d'Italie.

### Climat
Le climat de Valtournenche est de type alpin. Selon l'altitude des hameaux, les hivers sont plus ou moins longs. En général, les hivers sont caractérisés par des températures qui ne dépassent presque jamais 0 °C et les chutes de neige sont fréquentes. En été, les précipitations ne sont ni trop abondantes ni trop rares et la température avoisine les 20 °C.

### Hameaux
La commune est composée de 44 hameaux :
Avuil, La Barmasse, Les Battendières, Le Bioley, La Brengaz, Le Breuil, Busserailles, Chaloz, Châtelards, Champlève, Cheneil, Cheperon, Les Clous, Le Crêt, Le Crêt-des-Perrères, Le Cré-du-Pont, Crépin, Crétaz, Le Crou, Duerche, L'Évette, Fontaine, Le Glair, Le Lac-Bleu, La Muranche, Layet, Les Laviels, Le Lou (Loz), Losanche, Maën, La Maisonnasse, La Montat, Le Moulin, Le Mont-Mené, Le Mont-Perron, Pâquier, Pecou, Les Perrères, Pessey, Les Ponteils, Les Prés, Promindot, Les Saix, La Servaz, Singlin, Tourtourouse, Ussin, Valmartin, La Vénal.
Le chef-lieu communal est le village de Pâquier.
Le hameau de Breuil-Cervinia est devenu au cours des dernières décennies une station touristique d'hiver et d'été de premier plan.
La localité de Cheneil, d'une beauté naturelle particulière, est l'un des rares hameaux de la Vallée d'Aoste à ne pas être accessible en voiture.
À Tsignanaz se situe l'un des plus grands réservoirs hydroélectriques de la Vallée d'Aoste, construit à l'emplacement de l'ancien village de Tsignanaz, complètement submergé en 1928 par les eaux du réservoir. Une chapelle a été recontruite en amont du bassin de stockage d'eau, selon la volonté des habitants du village.

#### Singlin
En face du saut qui ouvre le gouffre des Busserailles (voir paragraphe précédent) sont échelonnées les maisons des hameaux de Singlin dessous (1 608 m), de Singlin dessus (1 667 m) et de Singlin du milieu (respectivement Singlin deseut, Singlin dameun et Singlin di meitèn en patois valtournain). Le mot séngla désigne un pâturage, une ceinture herbeuse, une plaque d'herbe posée sur, ou entre, les grands précipices. D'après Jules Brocherel, il pourrait également s'agir d'un groupe de maisons adossées à un clapèi (« pierraille, clapier ») pour ne pas occuper les terrains cultivables : en effet, telle est la situation de Singlin d'en haut, village construit contre la roche afin de ne pas gaspiller les rares prés qui nourrissent ses habitants. Au hameau d'en bas, la poutre de la première maison que l'on aperçoit en entrant, construite il y a 80 ans, porte une date, 17X7, dont on ne peut lire tous les chiffres. Juste avant d'arriver au hameau d'en haut, on traverse Singlin du milieu où s'élève une grosse bâtisse en pierre dont la poutre porte la date de 1668. Sur le linteau de la porte principale d'un rascard isolé, sont gravées très soigneusement les initiales J.B.E.D. et la date de 1773. Il s'agit d'un fenil typique de haute montagne qui, au beau milieu des prés, sert à stocker temporairement les fourrages. Singlin d'en haut abrite des maisons pittoresques qui sont en bois pour la plupart. Un grenier est daté, pour autant qu'il soit possible de lire la date, 1771, alors qu'un autre, très caractéristique, jaillit du feuillage touffu des potagers dont les légumes servent à compléter les maigres ressources du hameau. En ce point, la route carrossable, qui est interrompue par endroits, doit franchir un saut et un défilé exceptionnels dans la vallée. Ce tronçon de la route régionale reliant Pâquier au Breuil, d'une longueur de 9 km environ, a été construit entre 1931 et août 1935. Il a ouvert définitivement la cuvette du Breuil au tourisme de masse.

## Économie

### Tourisme
La principale ressource économique de Valtournenche est le tourisme, en particulier le tourisme d'hiver lié au ski alpin.

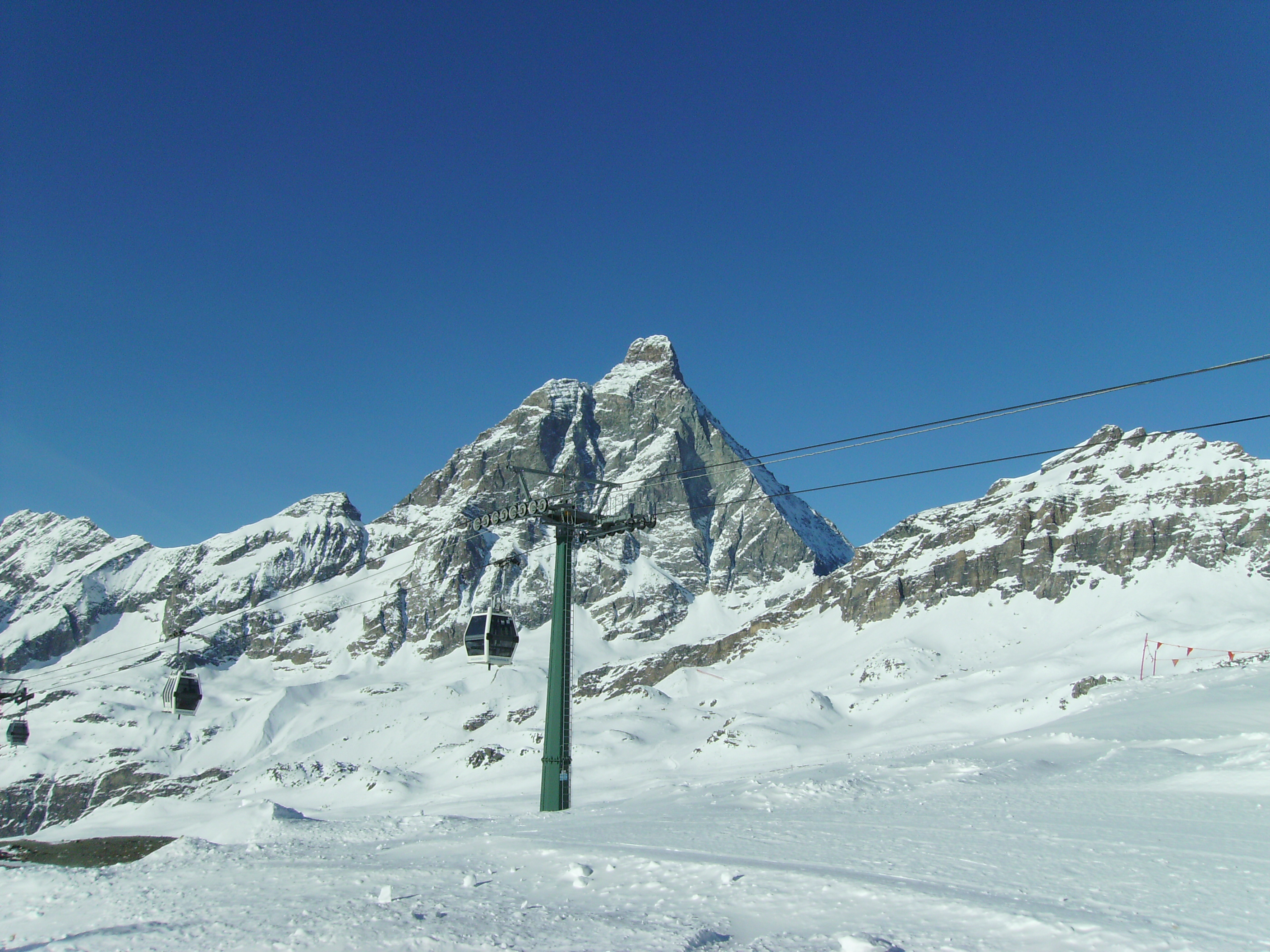
Les remontées mécaniques à Breuil-Cervinia.

La société propriétaire des remontées mécaniques du Breuil et de Valtournenche est la plus grande société de Valtournenche et l'une des plus importantes de la Vallée d'Aoste, qui comprend également les stations de ski des communes de Torgnon et de Chamois.
L'offre touristique hivernale est complétée par l'héliski, le freeride, l'escalade sur glace, l'alpinisme hivernal, le ski-alpinisme, les pistes de raquettes et les patinoires.
Sur l'ensemble du territoire communal, en été, il est possible de faire du trekking, de la randonnée, de l'escalade, du vélo, du VTT, de l'alpinisme, de la via ferrata et des parcs d'aventure. Le réseau de sentiers est très bien développé et articulé, pour tous les degrés de difficulté.
Lié au tourisme, le secteur de l'hôtellerie est très important. Il existe de nombreuses structures d'hébergement sur l'ensemble du territoire municipal.

### Agriculture
Historiquement liée au secteur agricole, Valtournenche est l'une des communes de la Vallée d'Aoste qui possède le plus grand nombre de pâturages de la région. La production de fromages de qualité est d'ailleurs l'une des principales sources de revenus de la commune.

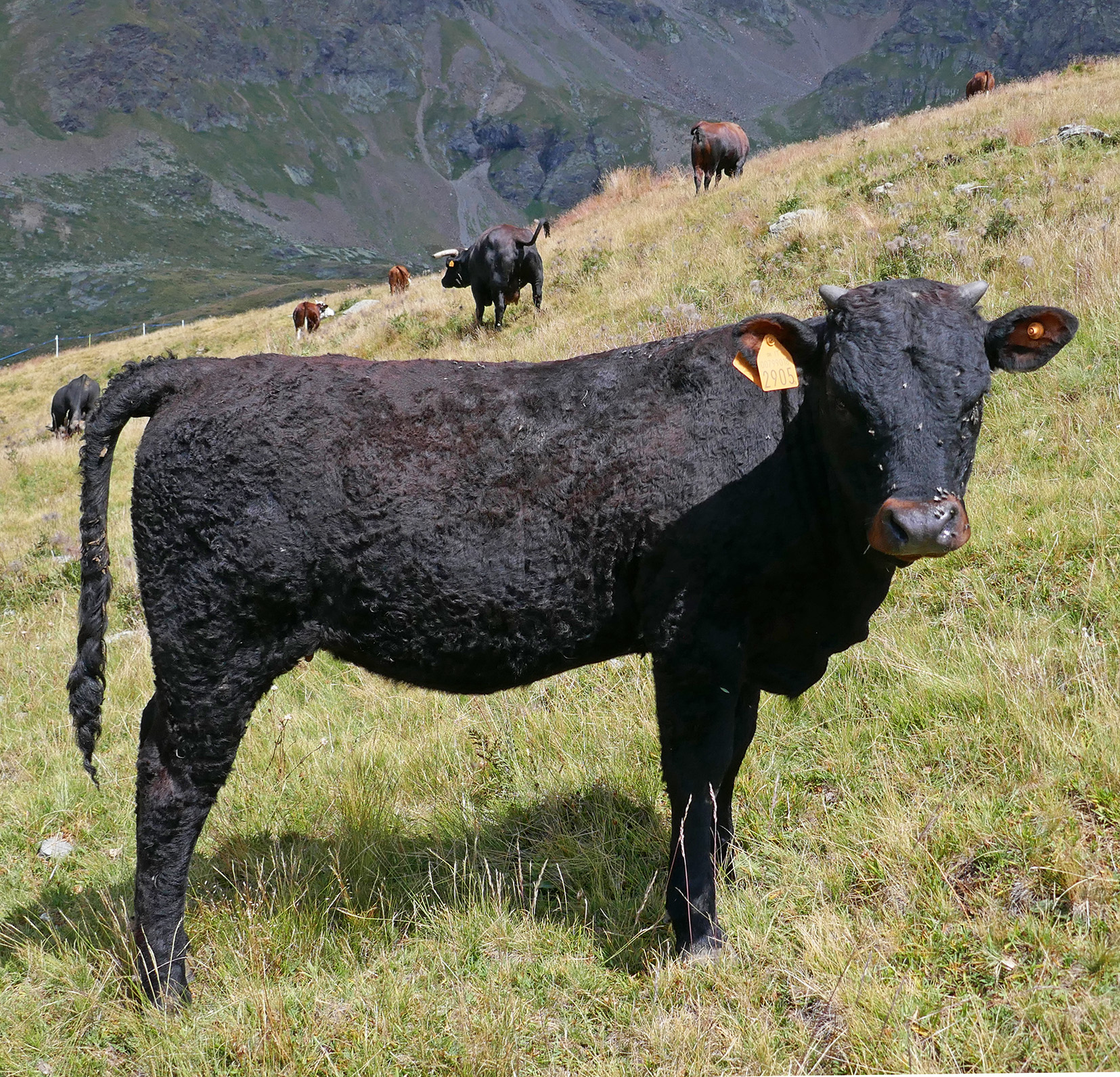
Un alpage à Valtournenche.

### Énergie
Comme dans de nombreuses communes valdôtaines, la production d'énergie hydroélectrique joue un rôle important sur la commune de Valtournenche, grâce à deux centrales gérées par la Compagnie valdôtaine des eaux (CVE) :
- la centrale hydroélectrique de Maën (reliée au lac de Tsignanaz) ;
- la centrale hydroélectrique des Perrères, dans le village du même nom, qui exploite les eaux des ruisseaux de La Vieille et de Barmaz, et relié au barrage de Goillet.

### Artisanat
L'une des activités traditionnelles de la commune de Valtournenche est la production de pierre ollaire destinée à la fabrication d'objets divers, tels que statuettes, bibelots, etc.
Une forte tradition artisanale de sculpture sur bois se perpétue également.

## Histoire
Les premières traces d'occupation humaine remontent à la préhistoire. Au Moyen Âge, Valtournenche prend de l'importance grâce au commerce qui s'effectue par le col du Théodule. Jusqu'à la fin du XIVe siècle, l'ensemble du territoire de l'actuelle commune appartenait à la famille noble des Challant-Cly. Leur présence est attestée par la construction du château Planet au Breuil. Après la rébellion du dernier seigneur de Cly, il passe sous la souveraineté directe du comte de Savoie qui le fait administrer par ses châtelains jusqu'en 1550. Dès lors, il fut donné en fief à divers personnages.

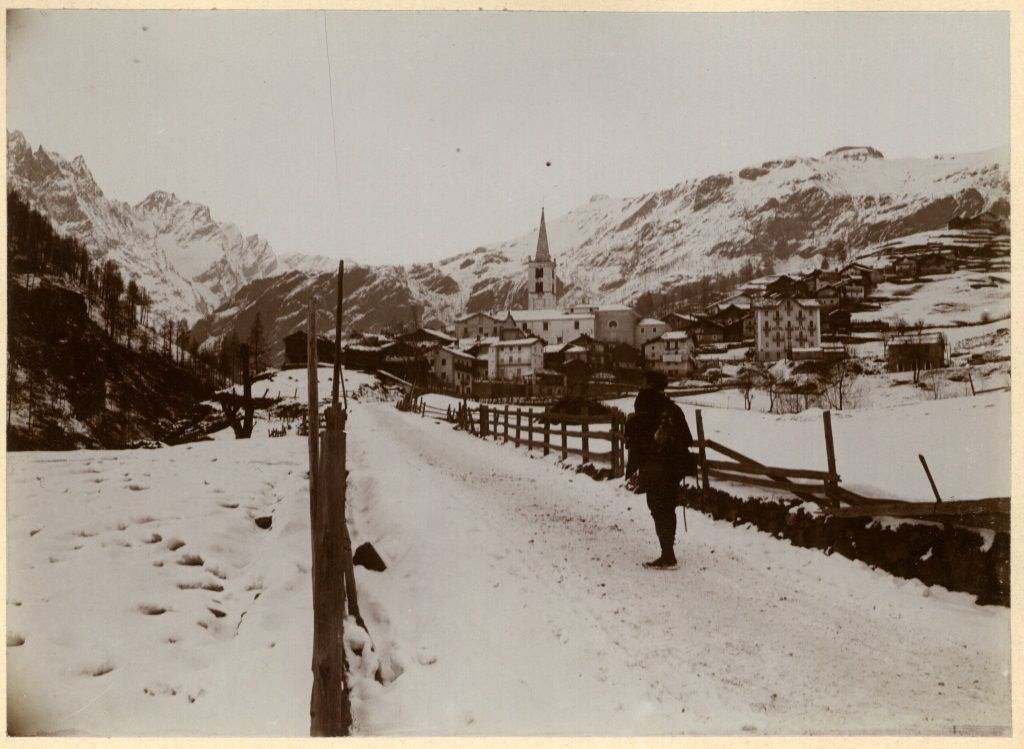
Pâquier en 1900.

Le village a été particulièrement important au XIXe siècle en raison de la passion croissante pour l'alpinisme et de la présence au fond de la vallée du mont Cervin, qui attirait beaucoup l'attention des alpinistes, y compris des étrangers, en raison de sa forme particulière et de la difficulté de l'ascension. Pour cette raison, Valtournenche et, en particulier, le Breuil, devinrent le centre d'intérêt des aristocrates du Grand Tour et des personnalités de l'époque, parmi lesquelles Quintino Sella et les rois de la Maison de Savoie. Le sommet a été conquis le 14 juillet 1865 par Edward Whymper et ses six compagnons d'escalade; trois jours plus tard, c'était au tour de l'expédition de Jean-Antoine Carrel et Amé Gorret, originaires de Crétaz, un hameau de Valtournenche. Pour commémorer l'histoire du village et célébrer les guides du Cervin, la Société des guides du Cervin a été fondée au milieu du XIXe siècle, au siège de laquelle le Musée des guides du Cervin a été inauguré en août 2012.
En 1928, les centrales hydroélectriques interconnectées de Maën et de Tsignanaz, construites par la SIP, ont été inaugurées. La construction du barrage de Tsignanaz s'est caractérisée par l'expropriation de tout le village du même nom, qui a été en partie détruit pendant la construction et en partie submergé par les eaux. L'église du village, qui n'a pas été submergée, et quelques bâtiments immergés sont encore visibles aujourd'hui. Avec la construction des usines hydroélectriques de Valtournenche, le chemin carrossable a été élargi, ce qui a conduit à la construction du tronçon Pâquier-Breuil en 1934.
Toujours en 1934, le promoteur turinois Dino Lora Totino fonde la Società Anonima Cervino (l'actuelle Cervino S.p.A.) et fait construire le premier téléphérique de Breuil-Cervinia, le Breuil-Plan Maison, inauguré en 1936.
À partir des années 1930, la commune de Valtournenche se développe fortement et devient un important centre de tourisme hivernal, notamment dans le hameau de Breuil-Cervinia. Dans les années 1940, les premières remontées mécaniques de Pâquier sont construites vers le hameau de Champléve et juste en dessous de Cheneil.
Le premier téléphérique, qui atteignait la station de Salette (2240 m au-dessus du niveau de la mer), a été construit en 1974. Un an plus tard, des remontées mécaniques ont été construites pour atteindre la partie inférieure du col supérieur des Cimes blanches. En 1982, la construction de la remontée mécanique de Gran Sometta, qui permet d'atteindre la partie supérieure du col supérieur des Cimes blanches, rend possible la liaison avec les remontées mécaniques de Breuil-Cervinia. Dans les années 1990, en raison de la baisse de la fréquentation et de l'enneigement, la société de gestion devient publique. En 1997, l'ancienne télécabine est remplacée par une télécabine moderne de 12 places. En 2006, tous les téléskis, à l'exception du Gran Sometta, ont été remplacés par des télésièges modernes, bien que le télésiège biplace Roisetta ait été supprimé. En 2008, le système d'enneigement artificiel a été amélioré et étendu à la dernière partie de la piste Reine Blanche.
Avec un nouvel élan de développement, de nombreux bâtiments ont été modernisés au cours des 20 dernières années. À l'été 2022, le téléski de la Gran Sometta a été remplacé par un télésiège moderne à six places et, en juillet 2023, le nouveau téléphérique Plateau Rosa - Petit Cervin (Matterhorn Alpine Crossing) a été inauguré.

### Symboles
Les armoiries municipales et le gonfalon ont été accordés par décret du président de la République italienne le 17 novembre 1992 :
« Parti : au premier, d'azur, le mont Cervin, d'argent, fondé à la pointe et émergeant des bords du champ, surmonté d'un piolet, placé dans une hampe, avec fer noir et manche rouge, le manche traversé par le nœud de Savoie, placé dans une bande, d'argent ; au second, de rouge, trois épis de blé, d'or, serrés, les épis latéraux concaves vers les bords ; la tête de noir, chargée de trois croissants descendants, d'or. Ornements extérieurs de commune ».
Le mont Cervin est représenté, dominant le bassin supérieur de la Valtournenche ; l'activité d'alpinisme est évoquée par la figure d'un piolet et d'une corde. Cette dernière est nouée avec un nœud de Savoie pour rappeler que le territoire a longtemps fait partie du domaine direct des comtes, plus tard ducs de Savoie. L'azur du champ est repris des armoiries des comtes Passerin d'Entrèves.
La seconde partition reprend les croissants et l'émail des armoiries de la famille Challant-Cly, qui domine Valtournenche aux XIIIe et XIVe siècles. Les épis de blé, outre qu'ils rappellent l'activité agricole du passé, sont une référence aux armoiries de la famille valtournaine Carrel.
Le gonfalon est un drapé de fête jaune et bleu.

### Personnalités liées à Valtournenche

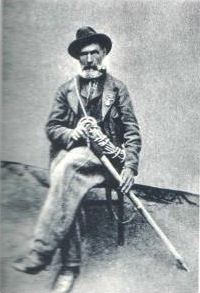
Jean-Antoine Carrel.

Valtournenche est la patrie des deux guides de haute montagne valdôtains les plus célèbres, Jean-Joseph Maquignaz et Jean-Antoine Carrel, dont la tradition est perpétuée par la Société des guides du Cervin.
Il est le lieu de naissance de l'abbé Aimé Gorret.
L'abbé Georges Carrel était originaire de Valtournenche.
Le guide de montagne et alpiniste Hervé Barmasse est originaire du hameau Crétaz.
Joseph Perron - Bersaglier, religieux et poète francophone (Valtournenche 1874 - Chambave 1940).

## Administration
La commune de Valtournenche fait partie de l’unité des communes valdôtaines du Mont-Cervin.
| Période                                  | Période     | Identité               | Étiquette                             | Qualité  |
| ---------------------------------------- | ----------- | ---------------------- | ------------------------------------- | -------- |
| mai 2009                                 | 24 mai 2010 | Dominique Chatillard   | Liste civique                         | Syndic   |
| 24 mai 2010                              | 10 mai 2015 | Dominique Chatillard   | Liste civique                         | Syndic   |
| 11 mai 2015                              | 21 mai 2018 | Deborah Camaschella    | Liste civique                         | Syndique |
| 22 mai 2018                              | 21 mai 2023 | Jean-Antoine Maquignaz | Liste civique Unité, Liberté, Progrès | Syndic   |
| 22 mai 2023                              | En cours    | Elisa Cicco            | Liste civique                         | Syndique |
| Les données manquantes sont à compléter. |             |                        |                                       |          |

## Monuments et lieux d'intérêt

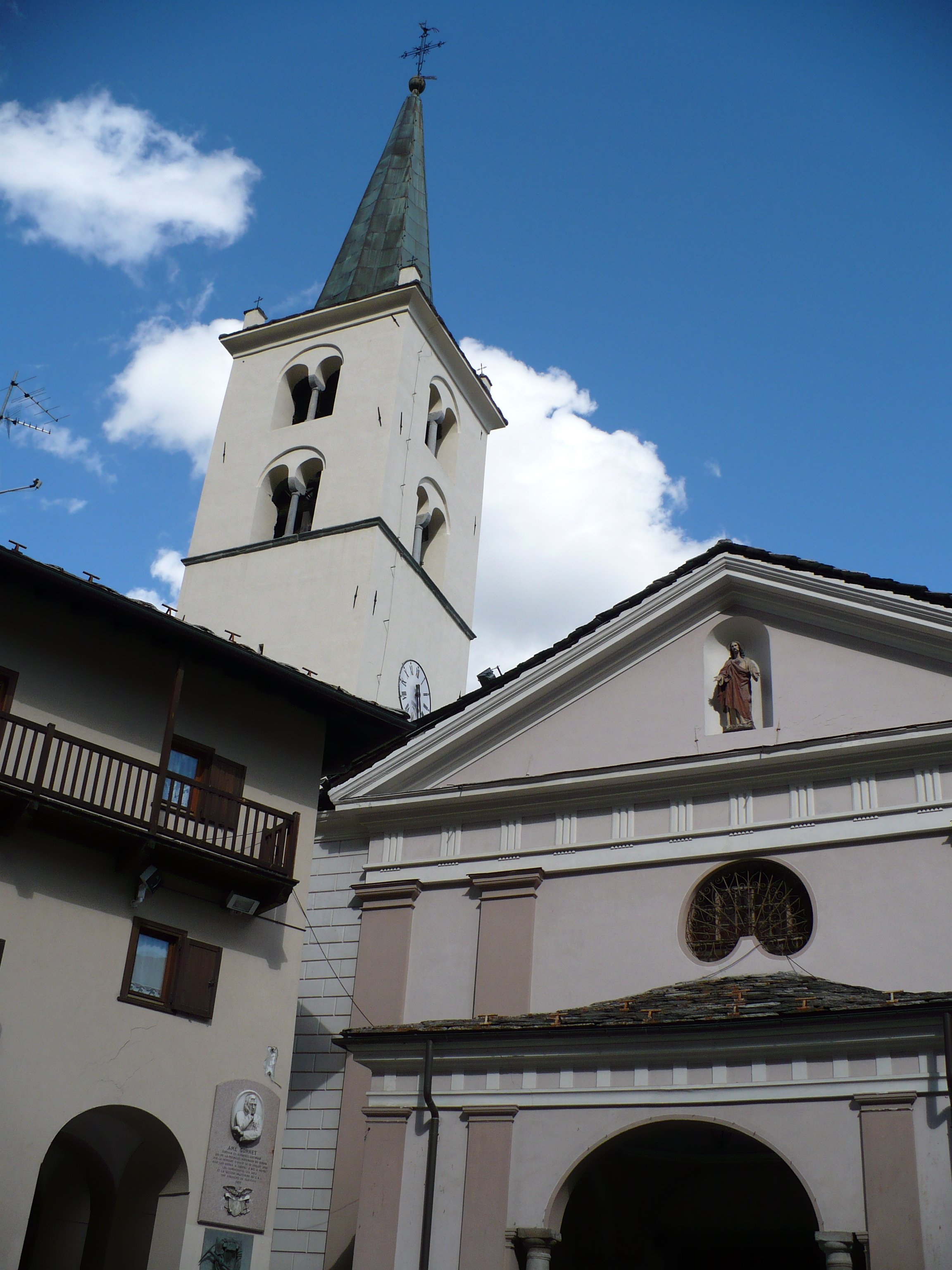
L'église paroissiale Saint-Antoine, à Pâquier.

### Architecture religieuse
- Église paroissiale de Saint-Antoine. Elle date du XVe siècle et a été agrandie au XIXe siècle ;
- Église paroissiale Regina Vallis Augustanæ (Reine de la Vallée d'Aoste), à Breuil-Cervinia, construite en 1955 ;
- Chapelle de Saint-Crispin-et-Saint-Crispinien ;
- Chapelle Notre-Dame-des-Ermites (à Breuil), construite par Amé Perron et Jean-Antoine Aymonod au XVIe siècle ;
- Chapelle de Notre-Dame-de-la-Garde ;
- Chapelle de Notre-Dame-de-la-Guerison (au village de Cheneil) ;
- Chapelle Notre-Dame des Neiges à Tsignanaz ;
- Chapelle Sainte-Anne et Saint Jean-Paul II ;
- Église des Alpins, dédiée au bataillon Mont-Cervin ;
- Croix du Pape, dédiée au pape Jean-Paul II.

### Architecture civile
- Sur une colline du Breuil, les ruines du château de Planet ;
- Le village de Crétaz, exemple de village rural valdôtain où l'on peut admirer l'architecture typique valdôtaine des rascards ;
- Place de l'église, au Pâquier, où se trouvent de nombreuses plaques dédiées aux guides de montagnes et aux personnalités les plus illustres du village ;
- Villa du séminaire, à Crétaz ;
- Villa Rey, à Breuil-Cervinia ;
- La centrale hydroélectrique de Maën, conçue par l'architecte Giovanni Muzio ;
- La Maison du soleil à Breuil-Cervinia, conçue par l'architecte Carlo Mollino ;
- La gare de départ et d'arrivée du téléphérique de Furggen, la Grand Baita, la gare d'arrivée du Plateau Rosa, conçues par Carlo Mollino ;
- Le refuge Pirovano à Breuil-Cervinia, conçu par l'architecte Franco Albini.

### Espaces naturels et parcs
- Le Gouffre des Busserailles

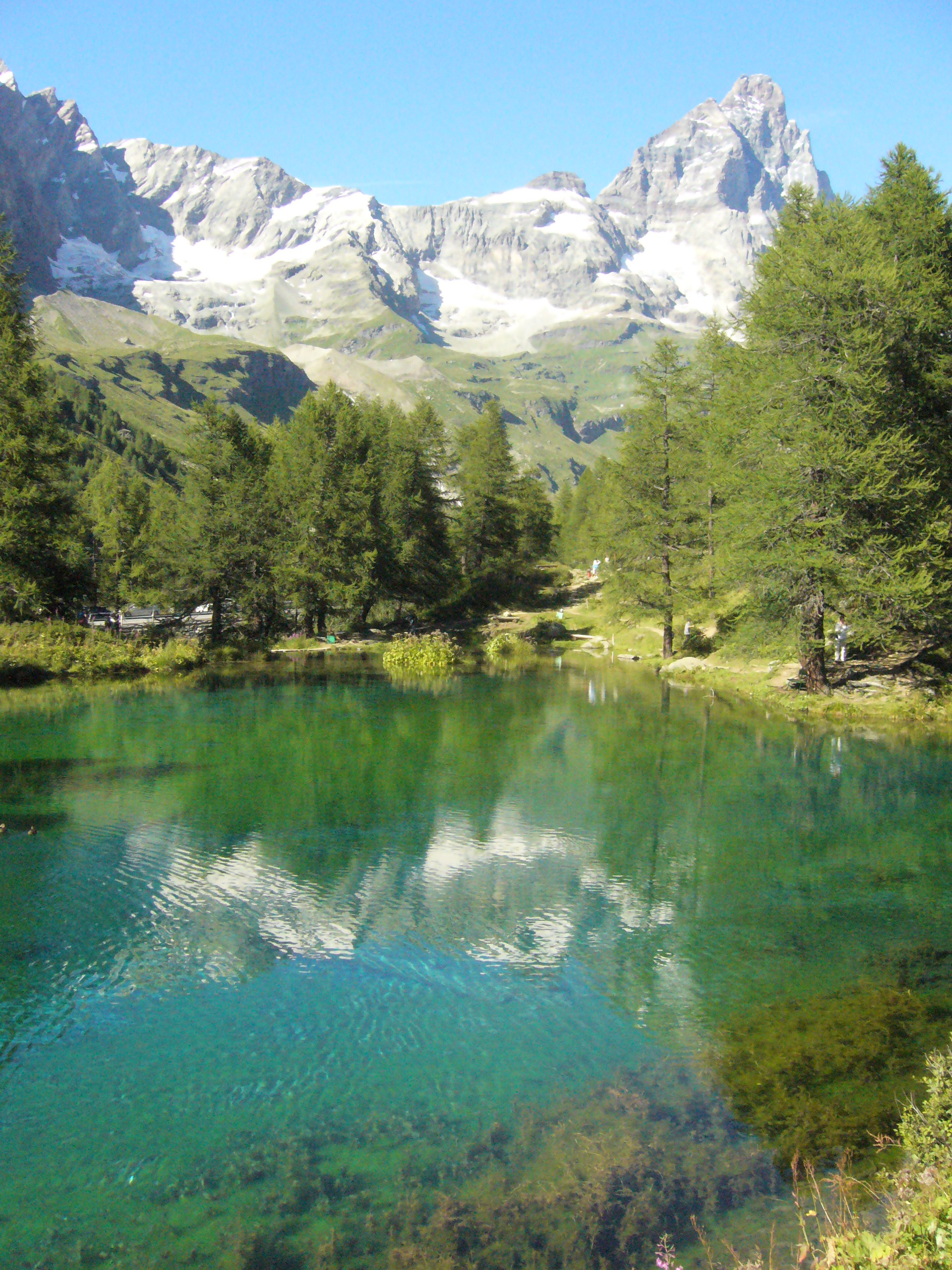
Le Lac Bleu

- Le banc géant n° 168 de la Motte de Pleté, le deuxième construit en Vallée d'Aoste et le plus haut du monde
- Le Lac Bleu
- Lac Goillet
- Lac de Maën
- Lac de Tsignanaz
- Lac de Loz
- Lac des Perrères
- Baie de Sceaux (lac à Breuil-Cervinia)
- Lacs de Layet
- Parc Mike Bongiorno (Breuil-Cervinia)
- Parc Cravetto (Breuil-Cervinia)
- Belvédère (Crétaz)

## Culture
Dans cette commune, comme dans le reste de la région, le patois francoprovençal valdôtain constitue la langue maternelle de la population autochtone. Une initiative de la commune en février 2016 a promu l'emploi de panneaux de signalisation quadrilingues, où le patois occupe la première position, avant le français et l'italien officiels et l'anglais pour favoriser notamment la compréhension de la part des touristes anglophones.

### Musées
- Maison de l'alpage, à Pâquier;
- Musée des guides du Cervin (Cabane Louis-Amédée de Savoie), au Breuil (Place des guides) ;
- Exposition Une montagne de travail, au Plateau Rosa.

- Musée des guides du Cervin, au siège de la Société des guides du Cervin.

- Ecomuseo del Vertice, situé sur le sentier 18E, dans le bâtiment de la Compagnie valdôtaine des eaux, près du barrage du lac Goillet.

### Bibliothèques
La bibliothèque municipale de Valtournenche est située dans le hameau de Crétaz, dans le bâtiment qui a accueilli pendant de nombreuses années l'école maternelle du village. Comme toutes les autres bibliothèques valdôtaines, celle de Valtournenche fait partie du système de bibliothèques valdôtain.

### Écoles
Valtournenche compte deux écoles maternelles, deux écoles primaires et un collège.
Les écoles maternelles et primaires sont présentes au Pâquier et à Breuil-Cervinia.
Le collège n'est présent qu'au Pâquier et se trouve aujourd'hui dans la Villa du séminaire.

### Événements

#### Désarpa
Toutes les années Valtournenche organise sa désalpe, (en patois valtournain, Désarpa), le jour de la Saint-Michel (29 septembre). Plusieurs troupeaux de vaches, de chèvres, de moutons et des majorettes défilent ainsi dans les rues du villages. Un dicton populaire en patois valtournain indique le jour de la Saint-Michel pour la désalpe : Lè vatse, Sén Bernar lè prèn é Sén Metsé lè rèn = le vaches, Saint Bernard (15 juin, jour de l'Énarpa, la montée aux alpages) les prend et Saint Michel les rend.

#### Cervino CineMountain
Depuis 1998, Valtournenche accueille le Cervino CineMountain, un festival du film axé sur les documentaires de montagne, d'aventure et de nature. Ce festival est membre de l'Alliance internationale du film de montagne et décerne l'Oscar du film de montagne, qui récompense le meilleur film de montagne des différents festivals de films de montagne membres de l'Alliance. Des Grands Prix, des prix pour les longs, moyens et courts métrages, ainsi que pour les films d'animation, sont également décernes.

## Sport
Le sport à Valtournenche concerne principalement les sports d'hiver. En particulier, la plupart des grandes compétitions sportives de cette commune se sont déroulées à Breuil-Cervinia.
Dans les autres hameaux, en revanche, le sport concerne davantage les sports traditionnels valdôtains : en particulier, dans cette commune se pratiquent le tsan (la section de Valtournenche a gagné le championnat régional en 1979) et le palet.
Au mois d'août, les arènes Royaume du Cervin au Breuil accueillent une des rencontres du championnat régional des batailles de reines.

### Installations sportives

#### Ski alpin
Le domaine skiable de Breuil-Cervinia et Valtournenche, connu sous le nom de Cervino Ski Paradise, est relié au domaine skiable suisse de Zermatt.
Breuil-Cervinia et Valtournenche comptent ensemble 20 remontées mécaniques et environ 160 km de pistes.

#### Ski de fond
Valtournenche dispose de deux anneaux de ski de fond :
- à Champléve ;
- à Breuil-Cervinia.

#### Piscines
Il existe une piscine semi-olympique au Pâquier, qui a notamment accueilli de nombreux entraînements de l'équipe nationale italienne de natation.

#### Salles de sport
Il y a deux salles de sport à Valtournenche :
- à Pâquier, où se trouve également un mur d'escalade artificiel ;
- à Breuil-Cervinia.

#### Terrains de golf
À Breuil-Cervinia se situe le terrain de golf et le club de golf les plus élevés d'Europe, 2 050 mètres d'altitude.

#### Terrains de tennis
Il y a deux endroits avec des courts de tennis à Valtournenche :
- à Pâquier (près de la salle de sport) ;
- à Breuil-Cervinia (près du départ du sentier de l'Église des Alpins).

#### Terrains de football
À Maisonnasse, près du lac de Maën.